# Ask That God
Ask That God è il quarto album in studio del duo musicale australiano Empire of the Sun, pubblicato il 26 luglio 2024 da EMI Australia e Capitol Records.

## Tracce
- Edizione standard

1. Changes – 3:38
2. Cherry Blossom – 3:27
3. Music on the Radio – 2:56
4. The Feeling You Get – 4:16
5. AEIOU (with Pnau) – 3:14
6. Television – 3:14
7. Happy Like You – 2:59
8. Revolve – 3:14
9. Wild World – 3:46
10. Ask That God – 3:02
11. Rhapsodize – 6:17
12. Friends I Know – 3:21

- Tracce bonus - Edizione deluxe

1. Dark Secret – 3:38
2. Somebody's Son (with Lindsey Buckingham) – 3:27

## Formazione
- Nick Littlemore – sintetizzatore (tracce 3, 6–8, 10–12), programmazione (6), cori (9)
- Luke Steele – voce (tutte le tracce); programmazione, chitarra (1, 2, 4, 9)